# Răstoaca, Vrancea
Răstoaca este o comună în județul Vrancea, Moldova, România, formată numai din satul de reședință cu același nume.

## Așezare
Comuna se află în estul județului, la vărsarea Milcovului în Putna. Prin marginea vestică a comunei trece autostrada A7 care leagă Buzăul de Focșani, pe care este deservită de nodul Focșani Sud, aflat parțial pe teritoriul comunei. Nodul descarcă autostrada în șoseaua națională DN23, care leagă Focșaniul de Brăila.

## Demografie
Componența etnică a comunei Răstoaca
     Români (91,4%)
     Alte etnii (8,6%)
Componența confesională a comunei Răstoaca
     Ortodocși (90,82%)
     Alte religii (0,19%)
     Necunoscută (8,98%)
Conform recensământului efectuat în 2021, populația comunei Răstoaca se ridică la 2.059 de locuitori, în creștere față de recensământul anterior din 2011, când fuseseră înregistrați 1.811 locuitori. Majoritatea locuitorilor sunt români (91,4%). Din punct de vedere confesional, majoritatea locuitorilor sunt ortodocși (90,82%), iar pentru 8,98% nu se cunoaște apartenența confesională.

## Politică și administrație
Comuna Răstoaca este administrată de un primar și un consiliu local compus din 11 consilieri. Primarul, David Chiriță[*], de la Partidul Național Liberal, este în funcție din 2016. Începând cu alegerile locale din 2024, consiliul local are următoarea componență pe partide politice:
|  | Partid                          | Consilieri | Componența Consiliului | Componența Consiliului | Componența Consiliului | Componența Consiliului | Componența Consiliului |
|  | ------------------------------- | ---------- | ---------------------- | ---------------------- | ---------------------- | ---------------------- | ---------------------- |
|  | Partidul Național Liberal       | 5          |                        |                        |                        |                        |                        |
|  | Alianța Dreapta Unită           | 3          |                        |                        |                        |                        |                        |
|  | Partidul Social Democrat        | 2          |                        |                        |                        |                        |                        |
|  | Alianța pentru Unirea Românilor | 1          |                        |                        |                        |                        |                        |

## Istorie
La sfârșitul secolului al XIX-lea, comuna făcea parte din plasa Biliești a județului Putna, și avea în unicul ei sat 860 de locuitori. În comună funcționau o biserică și o școală mixtă cu 55 de elevi. Anuarul Socec din 1925 o consemnează în aceeași plasă, având 1207 locuitori. În 1931, comunei i-a fost arondat și satul Lămotești.
În 1950 comuna a trecut în administrarea raionului Focșani din regiunea Putna, apoi (după 1952) din regiunea Bârlad și (după 1956) din regiunea Galați. În 1968, a fost transferată la județul Vrancea și a fost imediat desființată, fiind inclusă în comuna Milcovul. Comuna a fost reînființată, în componența actuală, în 2004.

## Monumente istorice
Singurul obiectiv din comuna Răstoaca inclus în lista monumentelor istorice din județul Vrancea este monumentul eroilor din Primul Război Mondial și din războiul de independență a României, monument ridicat în 1927 și aflat în incinta căminului cultural din satul Răstoaca.